# Три короля
«Три короля» (англ. Three Kings) — кинофильм 1999 года режиссёра Дэвида О. Расселла в жанрах комедийного боевика и приключенческого фильма.

## Сюжет
Ирак, март 1991 года. Американцы празднуют победу — изгнание войск Саддама Хусейна из Кувейта. Майор спецподразделения Арчи Гейтс (Клуни) и трое других военнослужащих совершенно случайно становятся обладателями секретной карты. Ценность её заключается в том, что на карте указано место, где спрятано золото Саддама, якобы награбленное в Кувейте. Вооружившись и отправившись в небольшую самоволку, они находят золото, попадают в неприятности, нарушают перемирие. Достигнуть своей цели, заработать состояние и выпутаться из всех переделок им поможет американский шарм, удача и доверие своих товарищей. В концовке фильма Арчи Гейтс делает широкий жест, вызволяя беженцев, но золота хватит на всех.

## В ролях
| Актёр              | Роль                               |
| ------------------ | ---------------------------------- |
| Джордж Клуни       | майор Арчи Гейтс                   |
| Марк Уолберг       | сержант первого класса Трой Барлоу |
| Ice Cube           | штаб-сержант Чиф Элджин            |
| Спайк Джонз        | рядовой первого класса Конрад Виг  |
| Клифф Кертис       | Амир Абдула                        |
| Нора Данн          | корреспондент Адриана Крус         |
| Джейми Кеннеди     | специалист Уолтер Вугмен           |
| Майкелти Уильямсон | полковник Рон Хорн                 |
| Саид Тагмауи       | капитан Саид                       |
| Джуди Грир         | журналист Кэти Дэйтч               |
| Холт Маккэлани     | капитан Даг Ван Метер              |
| Алия Шокат         | дочь Амира                         |

## Награды и номинации
- 2000 — премия «Выбор критиков» за прорыв года (Спайк Джонз), также номинация за лучший фильм
- 2000 — номинация на премию «Спутник» за лучший оригинальный сценарий (Дэвид О. Расселл, Джон Ридли)
- 2000 — номинация на премию Гильдии сценаристов США за лучший оригинальный сценарий (Дэвид О. Расселл, Джон Ридли)
- 1999 — попадание в десятку лучших фильмов года по версии Национального совета кинокритиков США